# Pararondania multipunctata
Pararondania multipunctata là một loài ruồi trong họ Tachinidae.